# Фёдоров, Николай Романович
Николай Романович Фёдоров (24 ноября 1926, Шептуховка, Курская губерния — 23 мая 1948, Краснодар) — командир орудия 125-го пушечно-артиллерийского полка (12-я артиллерийская дивизия прорыва, 69-я армия, 1-й Белорусский фронт) старший сержант.

## Биография
Николай Романович Фёдоров родился в деревне Шептуховка (ныне — Кореневского района Курской области) в семье рабочего. Окончил 9 классов школы. Работал на Краснодарском заводе электроизмерительных приборов.
В 1943 году Кагановичским райвоенкоматом был призван в ряды Красной армии, с июня 1944 года на фронтах Великой Отечественной войны.
24 июля 1944 года он был награждён медалью «За отвагу» за то, что его орудие в боях за Любомль в составе батареи подавило 2 батареи противника.
Командир орудия сержант Фёдоров 15 августа 1944 года, командуя бойцами, выдвинул 122-мм гаубицу на прямую наводку в районе населённых пунктов Облясы и Войшин (на левом берегу реки Висла, в 9 км к юго-западу от Пулавы, Польша) и подавил 2 пулемет. точки, прямым попаданием вывел из строя противотанковое орудие и уничтожил до 15 солдат и офицеров противника. Своими действиями помог стрелкам с малыми потерями захватить высоту. Приказом по войскам армии от 27 августа 1944 года он был награждён орденом Славы 3-й степени.
В боях при ликвидации окружённой группировки противника в городе и крепости Познань 1 — 19 февраля 1945 года командир орудия старший сержант Фёдоров работал в боевых порядках пехоты устанавливая своё орудие на прямую наводку. 7 февраля 1945 года в районе Ратае поддержал своим огнём действия 1079 стрелкового полка, выкатив орудие на прямую наводку и расстреляв сильно защищённый опорный пункт противника. При этом за 3 дня боёв было уничтожено 16 пулемётных точек, размещённых в каменных домах, разрушено 7 домов и уничтожено до роты солдат и офицеров противника.
В период 13—19 февраля, поддерживая наступление 1-го батальона 1083 стрелкового полка в районе Мальта , под ружейно-пулемётным и миномётным огнём выкатывал орудие на дистанцию до 150 метров от линии обороны противника. Его метким и точным огнём было уничтожено 12 огневых точки, подавлено 8 точек, уничтожено до 40 солдат и офицеров противника. Приказом по войскам 2-го Белорусского фронта от 25 марта 1945 года старший сержант Фёдоров был награждён орденом Славы 2-й степени.
Командир орудия старший сержант Фёдоров 9 апреля 1945 года в бою юго-восточнее города Берлин прямой наводкой расстрелял и рассеял группу солдат противника, пытавшихся захватить артиллерийскую батарею. В схватке с врагом сжег танк, подавил 3 пулеметные точки. Под его командованием расчет сразил свыше 15 солдат противника. Указом Президиума Верховного Совета СССР от 15 мая 1946 года Старший сержант Фёдоров был награждён орденом Славы 1-й степени.

## Память

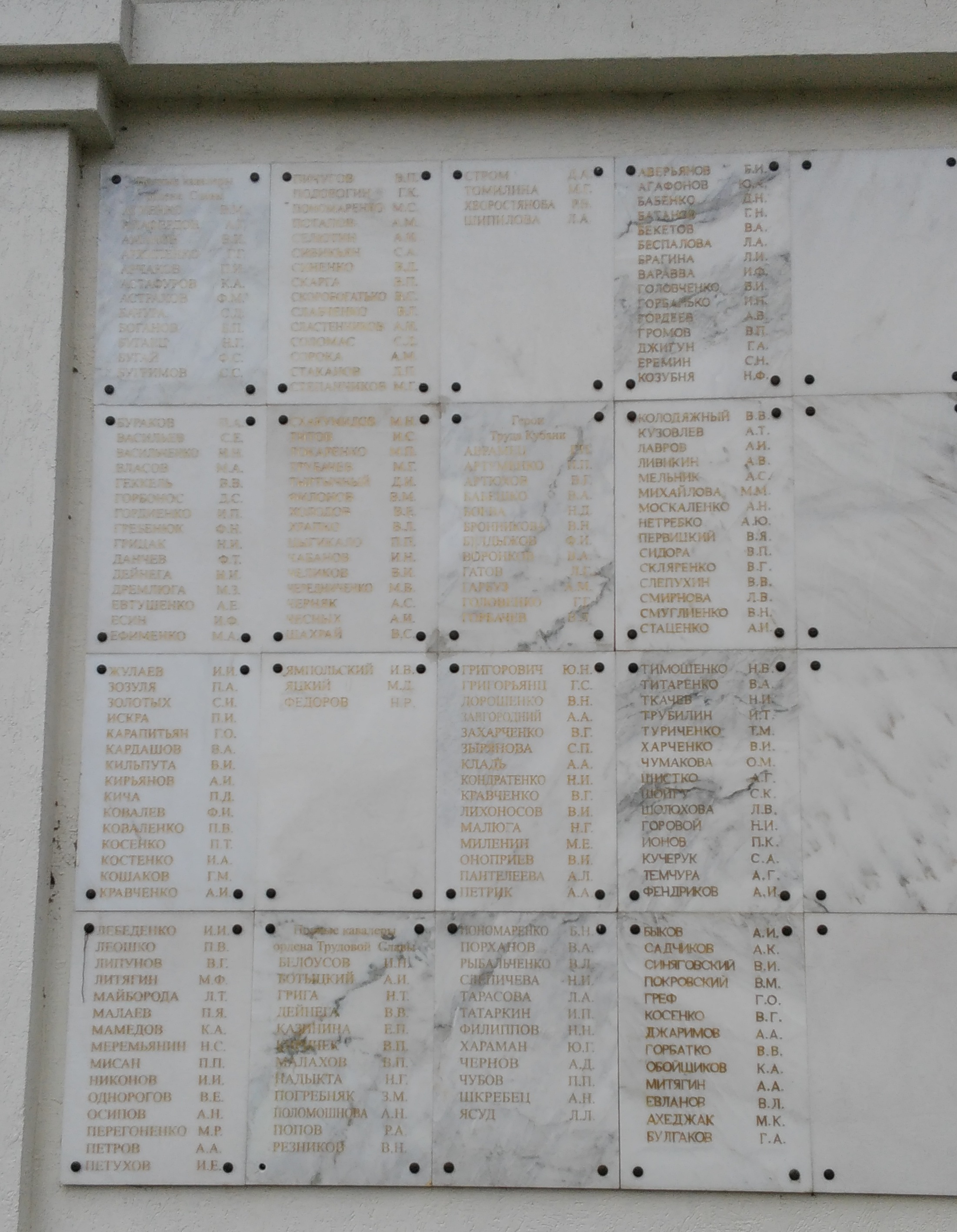
Мемориальная доска с именами полных кавалеров Ордена Славы в Краснодаре.

- В Краснодаре установлена Мемориальная доска с именами полных кавалеров Ордена Славы
- На могиле установлен надгробный памятник